# Call (オフコースの曲)
「call / 2度目の夏」（コール 2どめのなつ）は、1985年2月21日に発売されたオフコース通算28枚目のシングル。

## 解説
「call」は、オリジナルアルバムには未収録で、ベスト・アルバム『IT'S ALL RIGHT OFF COURSE SELECTION III 1984-1987』に収録された。ベスト・アルバム『Off Course GREATEST HITS 1969-1989』収録の同曲はエンディングのフェイドアウトまでの時間が長い。また、この曲はランディ・グッドラムによる英語詞にて「SECOND CHANCE」と改作され、アルバム『Back Streets of Tokyo』に収録された。1984年秋、次のアルバム制作が予定されていたが、「シングルを2枚作ってコンサートをしよう」というメンバーの意向により、この時点でのアルバム制作はキャンセルされた。このシングルはその2枚のうちの1枚目。
カップリング曲として収録された「2度目の夏」は、秋元康による最初のオフコースへの詞提供作品。そのきっかけについて秋元は「そもそもの出会いはね、稲垣潤一のスタジオで。オフコースのメンバーもレコーディングに協力していたでしょ。松尾さんが曲を書いていたりと」「稲垣潤一のスタジオをやっていた頃から、いつかオフコースにも詞を書いてくれ、っていわれたりしていて、『2度目の夏』と『LAST NIGHT』のころから、書き出したんです」と、1985年秋のファンクラブ会報用のインタビューで答えている。
7"シングルレコードの初回盤には、表に1985年のコンサートツアー・スケジュール、裏に同ツアー初日の4月26日、千葉県文化会館でのオープニング・ナンバー曲名当てクイズについて記述されている別紙が添付されていた。

## 収録曲

### Side-A
1. call
作詞 · 作曲：小田和正、編曲：オフコース

### Side-B
1. 2度目の夏
  - 作詞：秋元康、作曲：松尾一彦、編曲：オフコース
  - アルバム未収録曲

## クレジット
- プロデュース：オフコース
- © 1985 Pacific Music Publishing Co., Ltd.  &  FAIRWAY MUSIC CO., LTD.

## リリース日一覧
| 地域 | タイトル         | リリース日     | レーベル                        | 規格               | カタログ番号           | 備考 |
| ---- | ---------------- | -------------- | ------------------------------- | ------------------ | ---------------------- | --- |
| 日本 | call / 2度目の夏 | 1985年2月21日  | FUN HOUSE                       | 7"シングルレコード | 07FA-1023              | 両曲ともオリジナル・アルバム未収録。 |
| 日本 | call / 2度目の夏 | 1991年12月21日 | FUN HOUSE                       | 8cmCDシングル      | FHDF-1141              | |
| 日本 | call / 2度目の夏 | 2020年6月3日   | USM JAPAN ⁄ UNIVERSAL MUSIC LLC | CD                 | UPCX-4249 (TDCD 91304) | デビュー・シングル『群衆の中で / 陽はまた昇る』からラスト・シングル『夏の別れ / 逢いたい』までを収録した全36枚組CD BOX『コンプリート・シングル・コレクションCD BOX』(UPCY-9918)の中の1タイトル。発表当時のアナログ7インチ・シングルのアートワークを再現した12cm紙ジャケット仕様CD。 |